# Архангельск (Воронежская область)
Архангельск — хутор в Россошанском районе Воронежской области.
Входит в состав Алейниковского сельского поселения.

## География
На хуторе имеются две улицы — Дзержинского и Степная.

## История
В 1999 году хутор Архангельское переименован в Архангельск.

## Население
| 2010 |
| ---- |
| 72   |